# Never Surrender
Never Surrender – amerykański film fabularny (hybryda kina akcji oraz kina sportowego) z 2009 roku, napisany i wyreżyserowany przez Héctora Echavarríę, który odegrał w nim rolę przodującą. Tematyką filmu są nielegalne walki w klatkach. Poza Echavarríą w Never Surrender występują także Patrick Kilpatrick (pełniący jednocześnie funkcję producenta), James Russo, zawodnicy MMA Georges St-Pierre, Anderson Silva, Heath Herring i Quinton Jackson oraz kulturysta Günter Schlierkamp. Światowa premiera projektu odbyła się 28 kwietnia 2009; wówczas obraz wydano na rynku DVD. 3 października 2010 film miał swoją premierę we francuskich kinach. W Niemczech film znany jest pod tytułami alternatywnymi: Kill or Get Killed lub Ultimate Cage Bloodshed − Never Surrender.

## Obsada
- Héctor Echavarría − Diego Carter
- Patrick Kilpatrick − Seifer
- James Russo − Jimmy
- Georges St-Pierre − Georges
- Günter Schlierkamp − Łamacz
- Anderson Silva − Spider
- Heath Herring − Stone
- Quinton Jackson − Rampage
- B.J. Penn − B.J.
- Damian Perkins − Diamond
- Lateef Crowder − Marco
- Silvia Koys − Sandra

## Produkcja
Film kręcono w Toronto w Kanadzie. O obecności kulturysty Güntera Schlierkampa w obsadzie jako pierwsi poinformowali redaktorzy serwisu ronnie.cz w lutym 2009.